# Левин, Григорий Михайлович (поэт)
Григорий Михайлович Левин (25 октября 1917 года, Хорол, Полтавская губерния — 31 декабря 1994 года, Москва) — русский советский поэт, литературный педагог, создатель и руководитель литературного объединения «Магистраль».

## Биография
Григорий Михайлович Левин (Герман Менделевич Левин) родился 25 октября 1917 года в городе Хорол (Полтавская губерния).

- [когда?] Окончил Газетный техникум им. Н. Островского при институте журналистики[1] в Харькове.
- 1941 год — с красным дипломом закончил филологический факультет Харьковского университета.
  - На фронт не попал по причине слабого зрения.
  - После войны с отличием окончил Литературный институт им. Горького в Москве,
    - потом — аспирантуру.
- 1946 год — Создал литературное объединение «Магистраль» и руководил им до 31 октября 1994 года, — до конца своей жизни.

Первые десятилетия «Магистраль» располагалась в Центральном доме культуры железнодорожников и формально считалась его кружком.

Левин разработал систему студийных занятий, которая включала лекции по истории и теории литературы. При этом круг поэтов и писателей, о которых шла речь на занятиях не ограничивался разрешенными в Советском Союзе именами.
Здесь почитывали и разбирали запрещенных и опальных авторов, здесь царила полная свобода творчества и слова. Не случайно свои же называли Григория Михайловича «председателем Пира во время Чумы». Как явление инакомыслящее, не вписывающееся в общепринятые рамки, объединение терпело гонения, проверки, подозрения и недовольство со стороны вершителей человеческих судеб. Его несколько раз закрывали.
Скончался в 1994 году.

## Семья
- Жена — Инесса Ефимовна Миронер (1921—2012), поэтесса и переводчик, сестра сценариста и кинорежиссёра Феликса Миронера.
  - Сын — поэт, автор песен Владимир Ивелев (1942—1994).

## Память
В 2012 году вышла книга «Рыцарь поэзии. Памяти Григория Левина».

## Интересные факты
Булат Окуджава o Григории Левине: «Он сделал меня».

## Публикации
Григорий Михайлович — автор четырёх книг стихов:
- 1963 — «День в отпуску»,
- 1981 — «Мы вами будем»,
- 1987 — «На пределе откровенности»,
- 1994 — «Евангельские мотивы».